# Qasr Mushatta

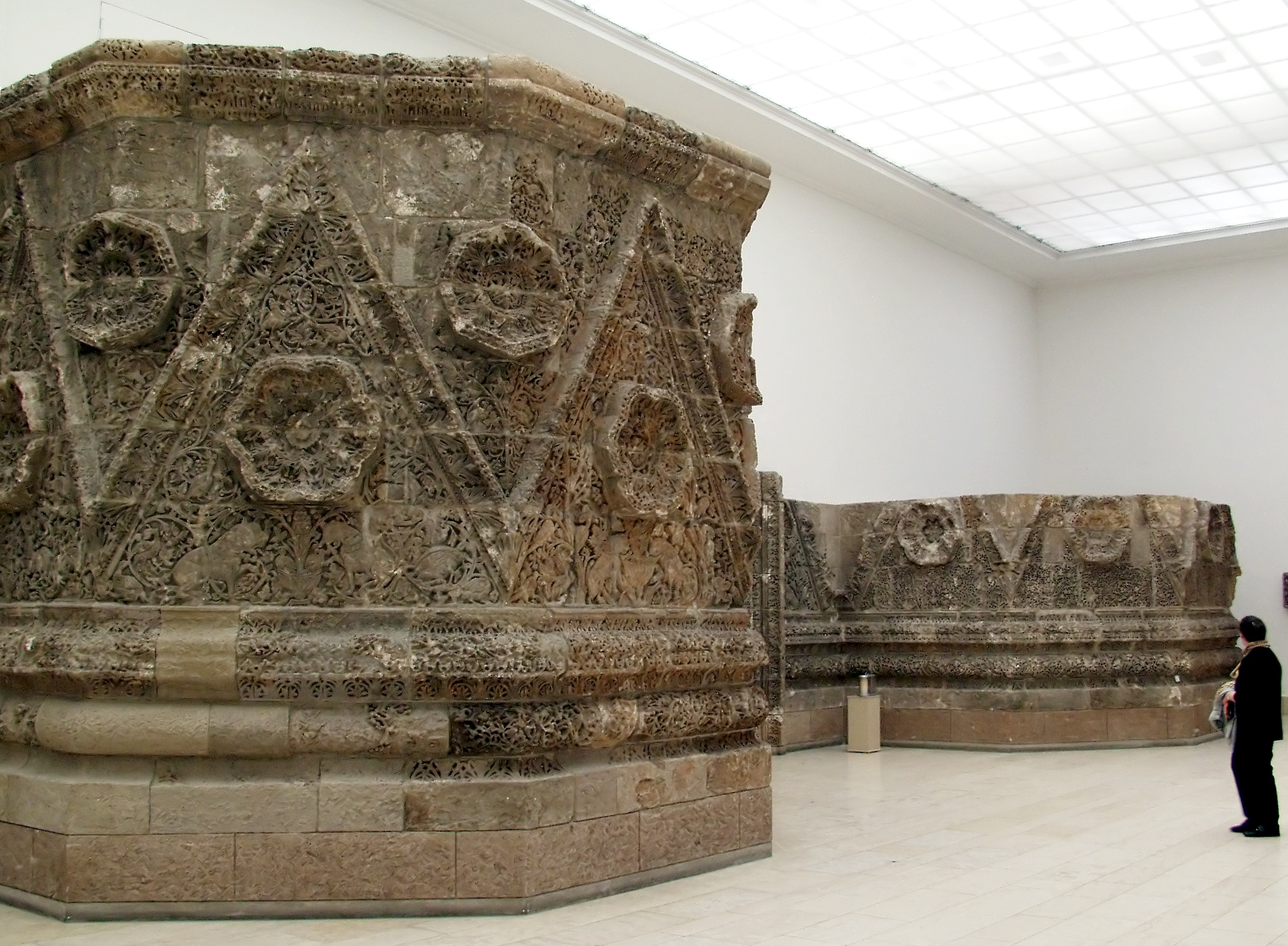
Façade van Mushatta in het Pergamonmuseum te Berlijn.

Qasr Mushatta of kortweg Mushatta is een van de zogenoemde woestijnkastelen in het gebied rondom de Jordaanse hoofdstad Amman. Het gebouw bevindt zich vlak naast het vliegveld van Amman, Queen Alia Airport.
De Duitsers hebben in de 19e eeuw de restanten van Mushatta cadeau gekregen van de Ottomaanse sultan Abdul Hamid II, als dank voor de aanleg van de Hidjazspoorlijn.
Mushatta is vermoedelijk rond 743 gebouwd onder leiding van kalief Walid II.
De officiële naam van het kasteel is niet bekend, Mushatta is de naam die de lokale bedoeïenen aan het gebouw gegeven hebben.